# プルオーバー (ウエイトトレーニング)
プルオーバー(pull over)は、ウエイトトレーニングの種目の一つ。主に広背筋と大円筋に効果がある。大胸筋や小胸筋や菱形筋にも負荷がかかる。

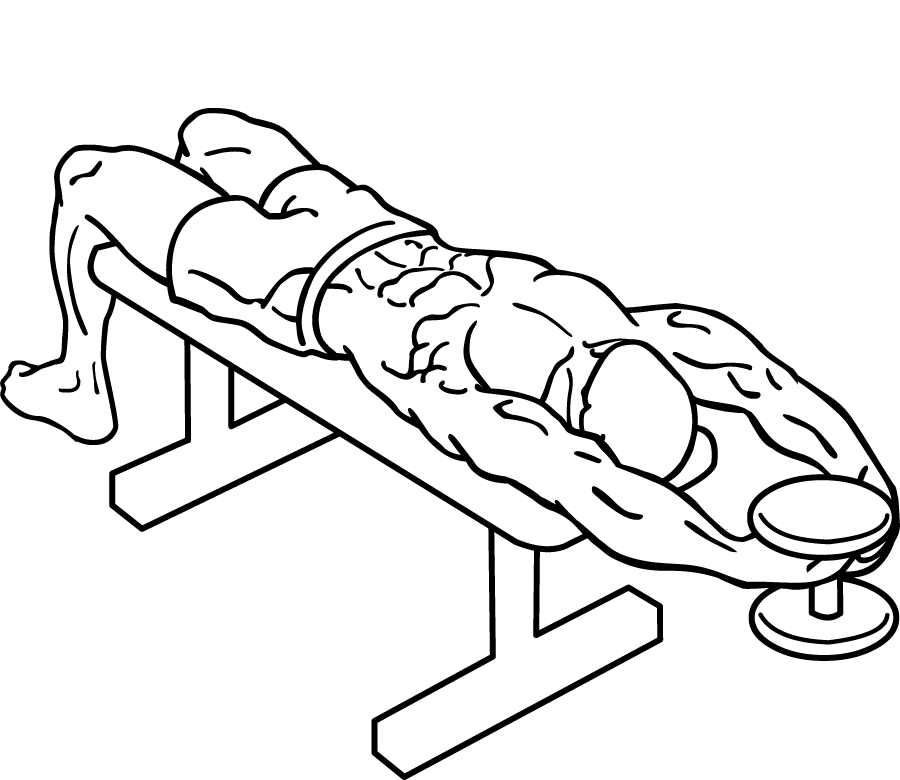
ダンベル・プルオーバー(スタート)

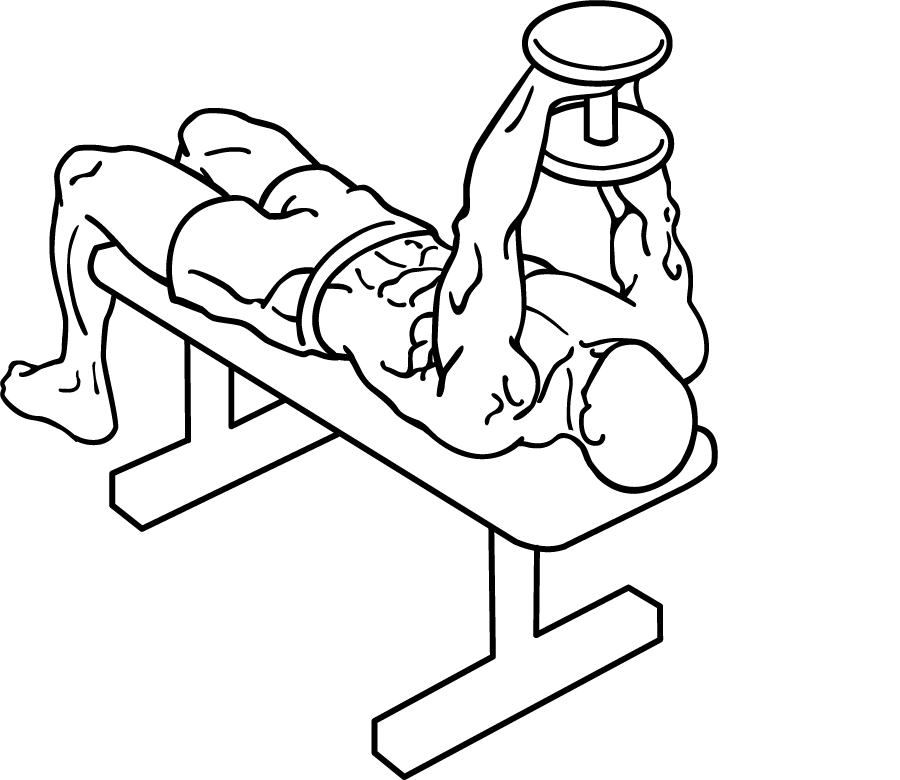
ダンベル・プルオーバー(フィニッシュ)

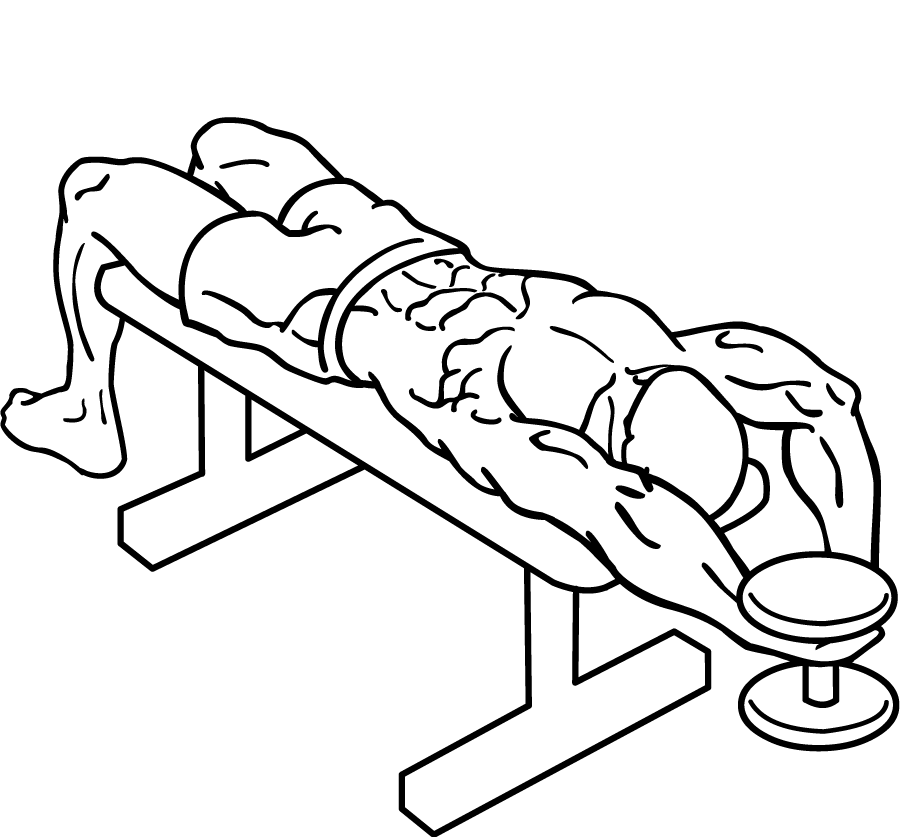
ベントアーム・ダンベル・プルオーバー(スタート)

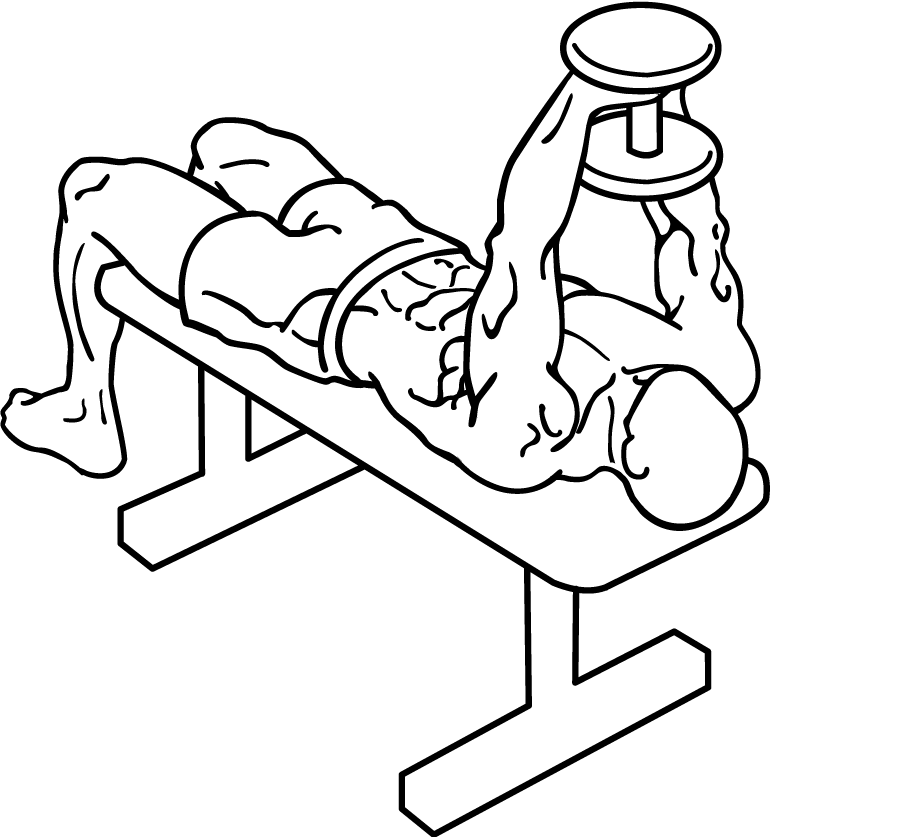
ベントアーム・ダンベル・プルオーバー(フィニッシュ)

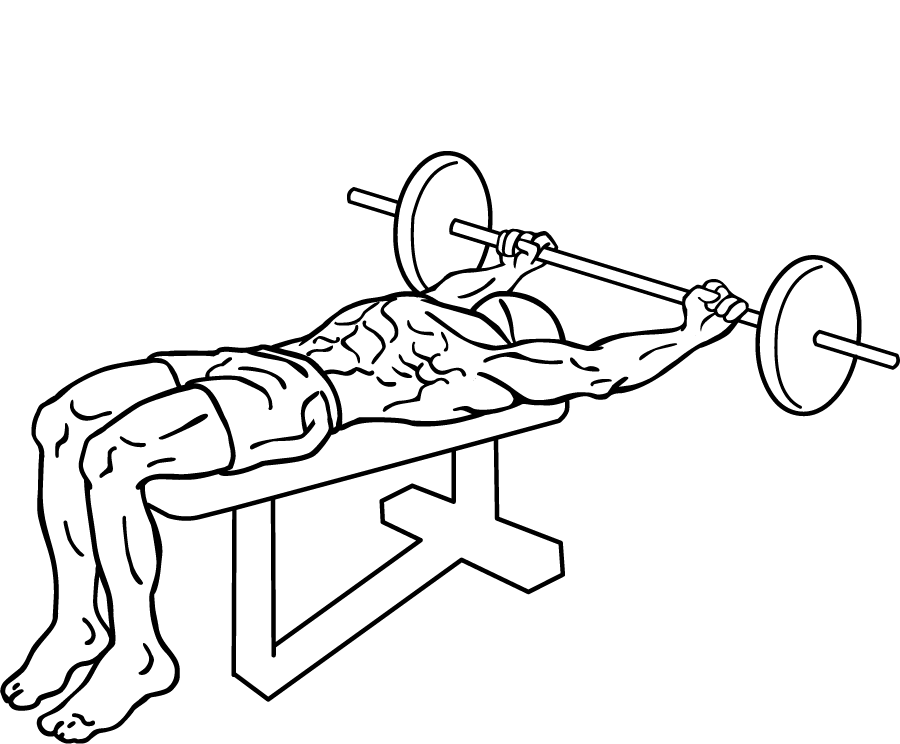
デクライン・バーベル・プルオーバー(スタート)

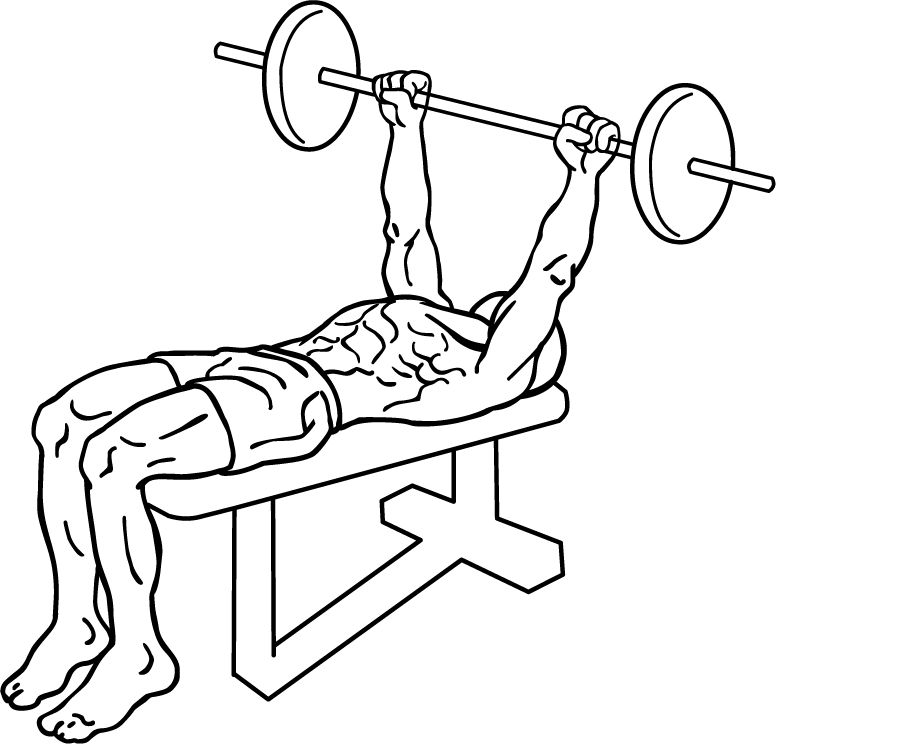
デクライン・バーベル・プルオーバー(フィニッシュ)

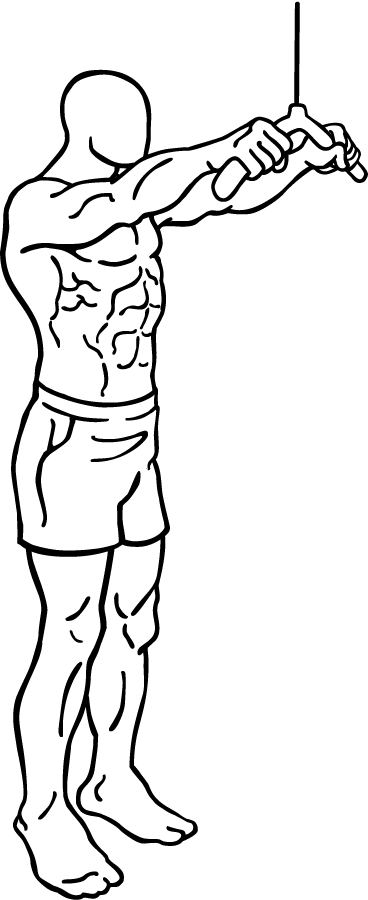
ケーブル・プルオーバー(スタート)

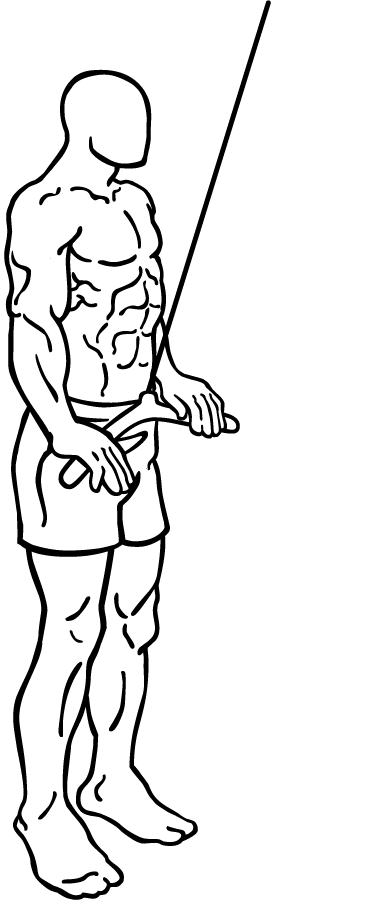
ケーブル・プルオーバー(フィニッシュ)

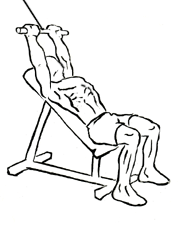
インクライン・ケーブル・プルオーバー(スタート)

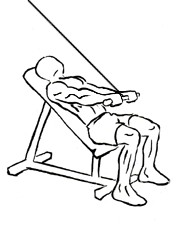
インクライン・ケーブル・プルオーバー(フィニッシュ)

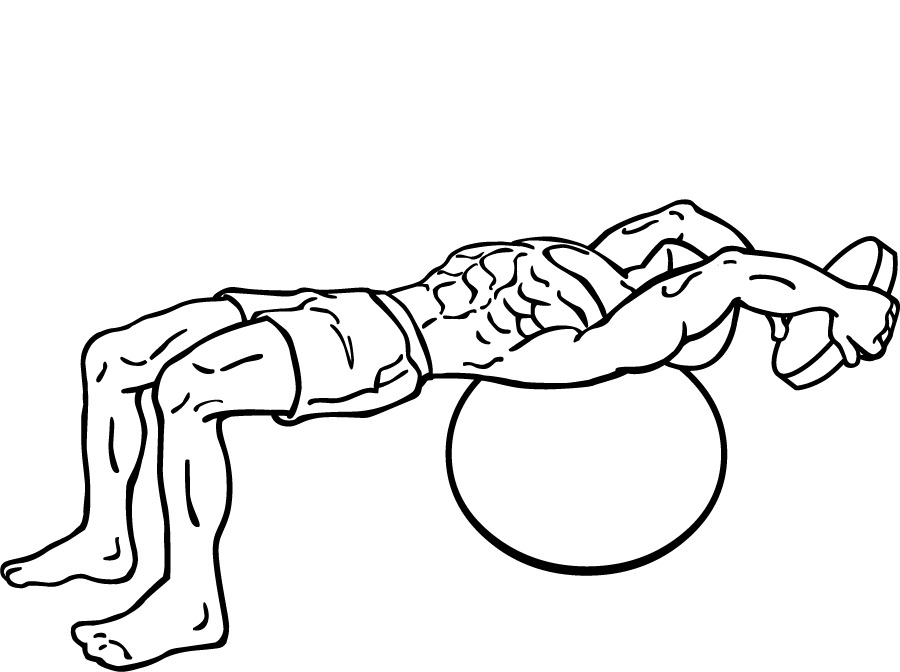
バランスボール・プルオーバー(スタート)

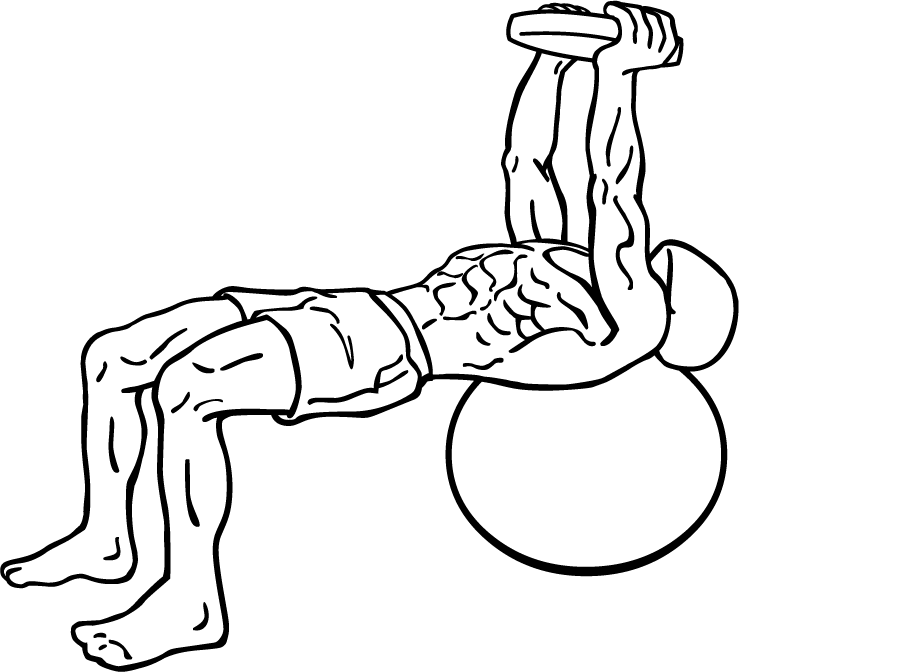
バランスボール・プルオーバー(フィニッシュ)

## 具体的動作

### ダンベル・プルオーバー
1. 床のベンチの端から少し離れた位置にダンベルを立てて置いておく。ダンベルがある方に頭を向けてフラットベンチに仰向けになる。膝を曲げて足をベンチの上に乗せる。ダンベルのウエイト部分の内側を両手で下から押さえるようにして持つ。両手の親指と人差し指の間にダンベルのバーがあるようにする。
2. 腕を伸ばしたまま息を吐きながらダンベルを顔の上まで持ってくる。
3. 顔の上まできたら、息を吸いながら元の姿勢に戻る。
4. 2~3を繰り返す。

### バーベル・プルオーバー
1. 床のベンチから少し離れた位置にバーベルを置いておく。バーベルがある方に頭を向けてフラットベンチに仰向けになる。膝を曲げて足をベンチの上に乗せる。肩幅くらいの間隔でバーベルを持つ。手のひらは上向き。
2. 腕を伸ばしたまま息を吐きながらバーベルを顔の上まで持ってくる。
3. 顔の上まできたら、息を吸いながら元の姿勢に戻る。
4. 2~3を繰り返す。

### EZバー・プルオーバー
1. 床のベンチから少し離れた位置にEZバーを置いておく。EZバーがある方に頭を向けてフラットベンチに仰向けになる。膝を曲げて足をベンチの上に乗せる。肩幅くらいの間隔でEZバーを持つ。手のひらは上向き。
2. 腕を伸ばしたまま息を吐きながらEZバーを顔の上まで持ってくる。
3. 顔の上まできたら、息を吸いながら元の姿勢に戻る。
4. 2~3を繰り返す。

### ケーブル・プルオーバー（ストレートアーム・プルダウン）
アタッチメントはカールバー、ベントラットバー、ストレートバーやロープを取り付ける。
1. ラットマシンやハイプーリーから少し離れた位置に立つ。動作の軌跡は弧を描くので、動作の途中で手が滑車より前方に出ないように十分距離をとる。アタッチメントを持ち、マシンの方を向き、膝を曲げて前傾姿勢をとる。
2. 腕を伸ばしたまま息を吐きながらアタッチメントを下に引く。
3. 手が脚の付け根のあたりまできたら、息を吸いながら元の姿勢に戻る。
4. 2~3を繰り返す。

### マシン・プルオーバー
1. マシンのシートの高さなどを調節する。シートに座り、肘をパッドに当て、手をハンドルに軽く添える。
2. 息を吐きながら肘でパッドを押していく。
3. 肘が上体の真横あたりまできたら、息を吸いながら元の姿勢に戻る。
4. 2~3を繰り返す。